# مسبار روسي لتوقيت الأشعة السينية
مسبار روسي لتوقيت الأشعة السينية  في علم الفلك (بالإنجليزية: Rossi X-ray Timing Explorer) أو (RXTE) هو قمر صناعي لرصد التغير الزمني لمصادرأشعة إكس في الكون. ويحتوي المسبار على ثلاثة أجهزة : مصفوف عداد تناسبي، وتجربة توقيت أشعة إكس ذات الطاقة العالية، وجهاز يسمى مراقب السماء بأكملها. ويستطيع مسبار روسي لتوقيت اشعة إكس رصد الثقوب السوداء، والنجوم النيوترونية ونباضات اشعة إكس وانفجارات أشعة غاما.
وأقلع المسبار من كاب كانافيرال في 30 ديسمبر 1995 على متن صاروخ حامل من نوع دلتا ويزن المسبار بأجهزته العلمية نحو 3200 كيلوجرام.
وقد استخدمت نتائج المسبار روسي لأشعة إكس لإثبات وجود ما يسمى انحناء الفضاء طبقا لما تنادي به النظرية النسبية العامة التي صاغها ألبرت أينشتاين عام 1916. فالنظرية النسبية العامة تصل غلى نتيجة انحناء الفضاء تحت تأثير قوى جاذبية شديدة تكون ناتجة من جرم سماوي بالغ الكبر أو تجمع كبير لأجرام سماوية كبيرة. وقد أدت القياسات التي قام بها المسبار إلى أبحاث علمية واكتشافات نشرت في 1400 مقالة علمية حتى عام 2007.
وفي يناير عام 2006 أعلن أن المسبار روسي استطاع تحديد موقع أحد الأجرام المرشحة لتكون ثقب أسود متوسط الكتلة يسمى M82 X-1.
وفي فبراير 2006 ايستخدمت بيانات من مسبار أشعة إكس الفضائي لإثبات أن الوهيج المنتشر لخلفية أشعة إكس في مجرتنا مجرة درب التبانة إنما تأتي من عدد هائل من الأقزام البيضاء لم تكتشف من قبل كما تصدر من هالات نجوم أخرى. وفي أبريل عام 2008 استخدمت بيانات من المسبار لتغيين حجم أصغر ثقب أسود معروف.
ُسُمي مسبار روسي لتوقيت أشعة إكس على اسم العالم الفلكي برونو روسي الإيطالي، ويوجد المسبار في مدار منخفض نسبيا حول الأرض ولا يزال يعمل حتى الآن.

## أجهزته العلمية

### مراقب السماء بأكملها
يتكون مراقب السماء بأكملها All sky monitor من ثلاثة كاميرات واسعة زاوية الرؤية مزودة بعدادات تناسبية ذات مساحة تجميع أشعة تبلغ 90 سنتيمتر مربع. وخواص الجهاز كالآتي:
are:
- نطاق طاقة : بين 2 - 10 كيلو إلكترون فولت
- تباين زمنى : 80 % من السماء خلال 90 دقيقة
- تباين فضائي: 3' في 15'
- عدد كاميرات ظلية : 3 كل منها ذو 6 في 90 درجة FOV
- مساحة تجميع : 90 سنتيمتر مربع
- عداد : عداد تناسبي يعمل بغاز زينون حساس للموقع

وقد قام معهد ماساتشوستس للتقنية MIT ببناء الجهاز، وقام بالإشراف على الجهاز الدكتور ألان ليفين.
Dr. Alan M. Levine.

### مصفوف عدادات تناسبية
يتكون مصفوف العدادات التناسبية من 5 عدادات تناسبية تكون في مجموعها مساحة تجميع قدرها 6500 سنتيمتر مربع. ويقوم بالإشراف على مصفوف العدادات التناسبية الدكتور جين سواك.
Dr. Jean H. Swank.
وخواص المصفوف كالآتي :
- نطاق الطاقة: 2 - 60 كيلو إلكترون فولت
- تباين للطاقة : 18 % عند 6 كيلو إلكترون فولت
- تباين زمني : 1 ميكروثانية
- تباين فضائي : محدد اتجاه ذو فتحات سعة 1 درجة
- العدادات : 5 عدادات تناسبية
- مساحة تجميع : 6500 سنتيمتر مربع
- الطبقات : 1 عداد بغاز البروبان، 3 بغاز زينون متفرع لكل منهم فرعان يعملان بغاز الزينون.

### تجربة توقيت أشعة إكس العالية الطاقة
تتكون تلك التجربة أو هذا الجهاز من مجموعتين تحتوي كلمنهما على 4 عدادات وميضية من نوع «فوسويش». يمكن لكل مجموعة أن تتوجه في اتجاهين مختلفين بغرض أخذ القياسات في أحدهما وقياس الخلفية في الآخر، مع تغيير الزاوية بين الاتجاهين لتكون إما 5و1 درجة أو 0و3 درجة بالنسبة للمصدر كل 16 و 128 ثانية. كما يوجد منظم تسجيل يستخدم العنصر المشع أمريكيوم-241 مثبتا على مقدمة كل عداد. وتتلخص خصائص الجهاز في الآتي:
- نطاق الطاقة: 15 - 250 كيلو إلكترون فولت
- تباين للطاقة : 15 % عند 60 كيلوإلكترون فولت
- تباين زمني : 8 ميكروثانية
- اتساع مجال الرؤية: 1 درجة
- العدادات : مجموعتان من عدادات وميضية تعمل كل منها بأربعة بلورات يوديد الصوديوم ويوديد السيزيوم NaI/CsI
- مساحة تجميع : 2 في 800 سنتيمتر مربع
- الحساسية : 360 نبضة/ثانية لكل مجموعة عدادادت
- معدل الخلفية : 50 نبضة لكل مجموعة عدادات

قام مركز الفيزياء الفلكية وعلوم الفضاء التابع لجامعة كاليفورنيا، ب سان دييغو، كاليفورنيا بتصميم وبناء الجهاز، وكان المشرف على بنائه الدكتور ريشارد روتشيلد.
Center for Astrophysics & Space Sciences (CASS)
Dr. Richard E. Rothschild نسخة محفوظة 29 ديسمبر 2008 على موقع واي باك مشين..

## اقرأ أيضا
- غايا (مسبار فضائي)
- بيبوساكس
- مسبار ويلكينسون لقياس اختلاف الموجات الراديوية
- مسبار فضائي
- الشمس
- مقراب جيمس ويب الفضائي
- مرصد كيك
- مقراب سبيتزر الفضائي
- مرصد هابل الفضائي
- مرصد كومبتون لأشعة غاما
- قائمة انفجارات أشعة غاما
- إشارة واو!
- مقراب إكس إم إم نيوتن الفضائي